# Bernard Parmegiani
Bernard Parmegiani (ur. 27 października 1927 w Paryżu, zm. 21 listopada 2013 tamże) – francuski kompozytor tworzący muzykę elektroniczną oraz akusmatyczną. Z wykształcenia technik dźwięku, nie był zawodowym muzykiem.
Tworzył ilustracje muzyczne, sygnały dźwiękowe dla telewizji, filmu i teatru. Jest  twórcą m.in. sygnału dźwiękowego poprzedzającego do roku 2005 zapowiedzi w terminalu 1 paryskiego lotniska de Gaulle’a.
Pośród jego kompozycji można znaleźć utwory elektroakustyczne, audiowizualne, a także dzieła reprezentujące muzykę konkretną. Część jego twórczości znalazła się w kanonie muzyki elektroakustycznej.